# Kédhros Óros
Kédhros Óros är ett berg i Grekland.   Det ligger i prefekturen Nomós Rethýmnis och regionen Kreta, i den sydöstra delen av landet, 300 km söder om huvudstaden Aten. Toppen på Kédhros Óros är 1 758 meter över havet, eller 1 281 meter över den omgivande terrängen. Bredden vid basen är 20,5 km.
Terrängen runt Kédhros Óros är kuperad norrut, men söderut är den bergig.Runt Kédhros Óros är det ganska glesbefolkat, med 21 invånare per kvadratkilometer. Närmaste större samhälle är Tympáki, 18,3 km sydost om Kédhros Óros. Trakten runt Kédhros Óros består till största delen av jordbruksmark.